# ロータス・77
ロータス 77 (Lotus 77) は、チーム・ロータスが1976年のF1世界選手権参戦用に開発したフォーミュラ1カーである。設計者はコーリン・チャップマン、ジェフ・オールドリッジとマーティン・オジルビー。チーム・ロータスにおける呼称はジョン・プレイヤー・スペシャル・マークII (John Player Special Mk.II) 。

## 開発
77は1975年の76の失敗と、ロータス72の老朽化による低迷から脱するための応急処置となった。
車体は従来のバスタブ式モノコックに代わる、ボックス断面の細く軽いモノコック設計を特徴とした。細いフットボックス周りでは、バスタブ式モノコック（ツインチューブ･モノコック)で必須となる閉断面のサイドチューブの容積が極端に省略され、これは後のグラウンドエフェクトカーで一般的となり、更には今日のカーボンモノコックにも続くシングルスキン･モノコック構造の布石となるが、ハニカムサンドイッチ材が自由に使えなかった77のモノコックでは剛性が不足し、結果、左右荷重移動量不足によりタイヤの負担が減り、皮肉にも雨の最終戦（イン･ジャパン)での77の初優勝につながる事となる。サスペンションはトーションバーからロッキングアーム式に変更された。ブレーキは前作同様インボードタイプだったが、フロントはモノコック側面にブレーキキャリパーを直付けし、コイル・ダンパーユニットやサスペンションアームのマウントを兼ねるユニークな構造だった。メンテナンスを容易にすることで、コース特性に合わせてホイールベースやトレッドを調節することが可能な「アジャストカー」という触れ込みだった。

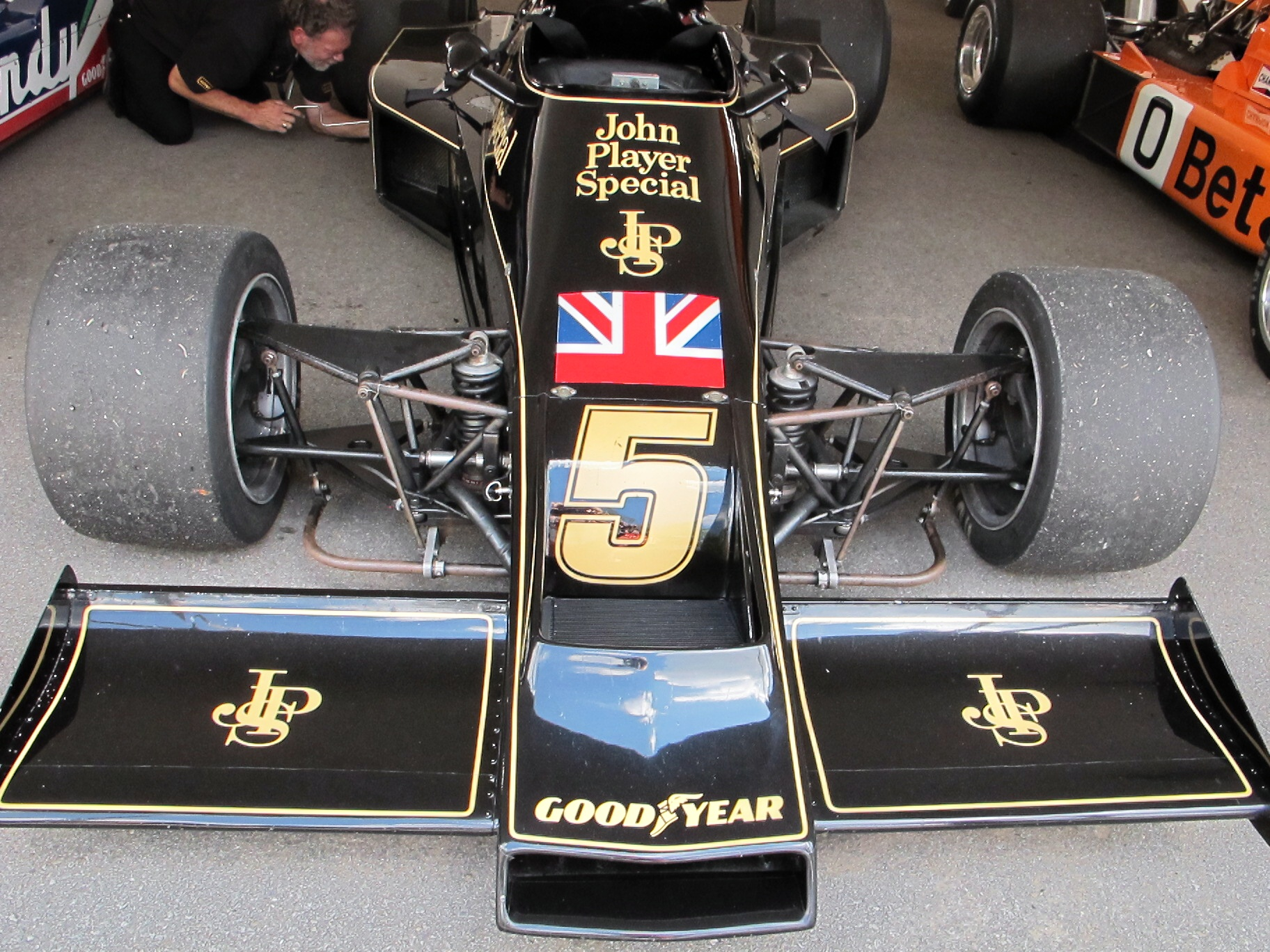
改修後の77のフロントサスペンション

アジャストカーの狙いは一応実現したが、未経験かつ無限に調整可能なシステムゆえに、大抵は最適なセッティングが得られなかった。ドライバーのロニー・ピーターソンは77の出来に失望して開幕戦限りでチームを去った。マリオ・アンドレッティとグンナー・ニルソンはステアリングと操縦性が時折曖昧で手応えがないと報告した。アンドレッティはマシンを好まず、それを「犬」であると宣言した。
シーズン中、77はスポットで開発を依頼されたトニー･サウスゲートによりリヤサスペンションのジオメトリが変更され、その後レン・テリーの指示により全面的に改装されたことにより、徐々に戦闘力を向上させた。レン･テリーは、以前自身が設計したラルトF2の部品を一部流用してフロントブレーキを一般的なアウトボードに変更した。しかし、モノコックが細いため、無骨なサスペンションユニットは外部に剥き出しのままだった。空力的な改善が施され、冷却効果を高めるためにラジエーターの位置が移動された。皮肉なことに、当初のコンセプトを修正することで77の戦闘力は向上した。
シーズン末にはサイドポンツーンの縁にブラシが取り付けられた。箱形モノコックとこのブラシは、翌年登場する衝撃的なベンチュリカー、78への先行実験だった。

## シーズン

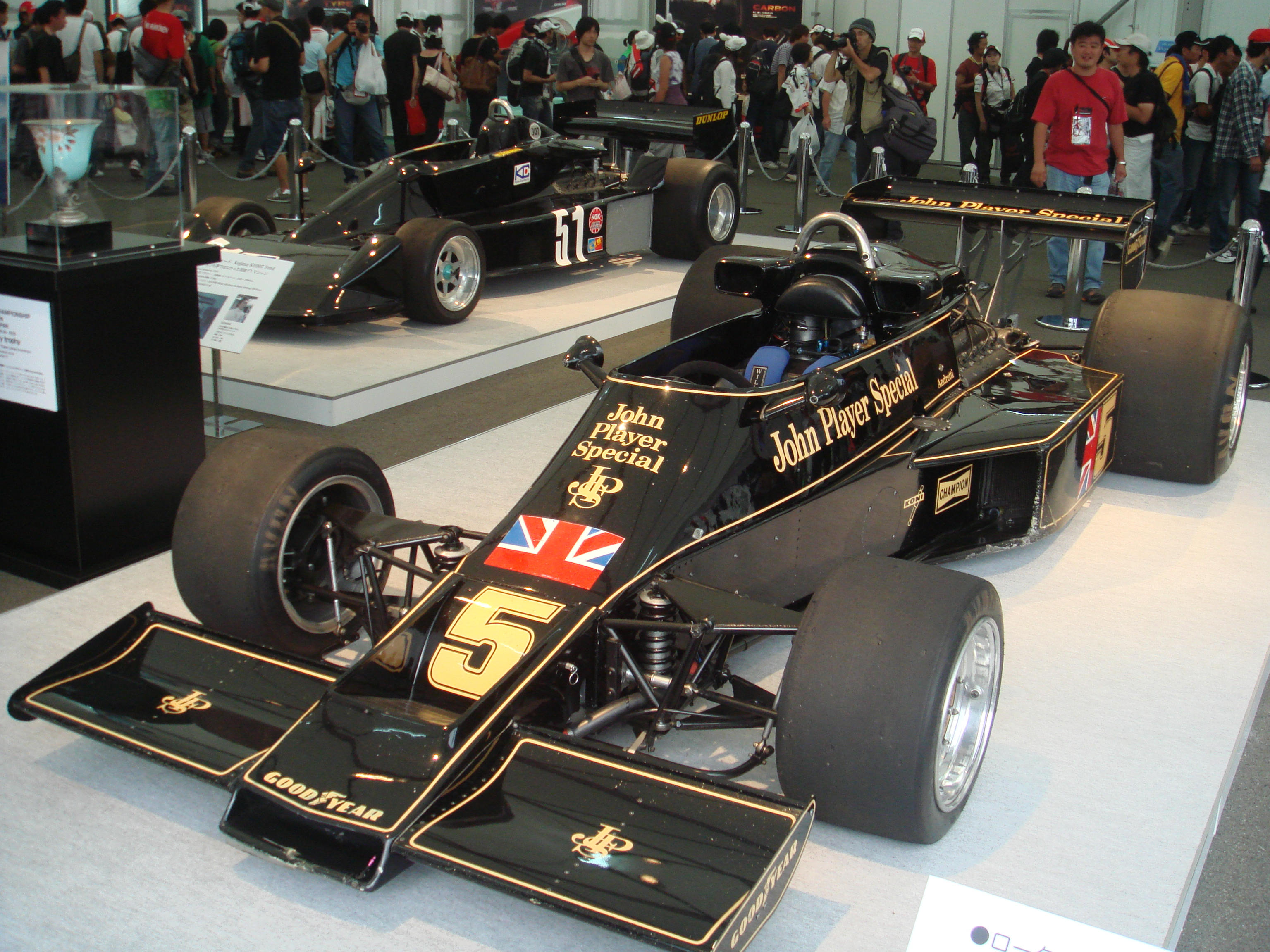
展示会での77

シーズン初めは出遅れたものの、77はフェラーリ、マクラーレン、ティレルに次ぐ存在であることを示した。アンドレッティはマシン開発のために懸命に働き、シーズン半ばから77の成績は上向いた。特にロングコーナーをもつサーキットには最適で、アンデルストープ（第7戦スウェーデンGP）ではエンジントラブルでリタイアする前にアンドレッティは容易にリードを奪い、ザントフォールト（第12戦オランダGP）とモスポートパーク（第14戦カナダGP）では表彰台に登った。
ザントフォールトで78を出走させるというアンドレッティの要請をコーリン・チャップマンが拒否したので、マリオはシーズン終了までしぶしぶ77を走らせた。最終第16戦は日本の富士スピードウェイで豪雨の中行われた。アンドレッティは、レインタイヤを最後まで持たせる技をみせ、パトリック・デパイユや新しい世界チャンピオン、ジェームス・ハントを抑えてロータスに2年ぶりの優勝をもたらした。アンドレッティは1977年シーズンに向けて78の開発に専念するため、77から解放されることに感謝した。

## スペック

### シャーシ
- シャーシ名 77 （ J.P.S. Mk.II ）
- シャーシ構造 アルミニウムモノコック
- エンジンレイアウト ミッドシップ
- フロントサスペンション トップロッカーアーム、ロワウィッシュボーン
- リアサスペンション シングルロワ、ダブルパラレルアッパーリンク、ツインラジアスロッド
- ギヤボックス ヒューランド FG400 5速マニュアル
- タイヤ グッドイヤー

### エンジン
- エンジン名 フォード・コスワース・DFV
- 気筒数・角度 V型8気筒・90度
- 排気量 2,993 cc
- 吸気方式 自然吸気

## 記録

### 1976年
| 年   | No. | ドライバー     | 1        | 2        | 3       | 4       | 5        | 6       | 7       | 8        | 9        | 10      | 11    | 12       | 13       | 14      | 15       | 16     | ポイント | ランキング |
| 年   | No. | ドライバー     | BRA      | RSA      | USW     | ESP     | BEL      | MON     | SWE     | FRA      | GBR      | GER     | AUT   | NED      | ITA      | CAN     | USE      | JPN    | ポイント | ランキング |
| ---- | --- | -------------- | -------- | -------- | ------- | ------- | -------- | ------- | ------- | -------- | -------- | ------- | ----- | -------- | -------- | ------- | -------- | ------ | -------- | ---------- |
| 1976 | 5   | ピーターソン   | Ret (18) |          |         |         |          |         |         |          |          |         |       |          |          |         |          |        | 29       | 4位        |
| 1976 | 5   | エバンス       |          | 10 (23)  | DNQ     |         |          |         |         |          |          |         |       |          |          |         |          |        | 29       | 4位        |
| 1976 | 6 5 | アンドレッティ | Ret (16) |          |         | Ret (9) | Ret (11) |         | Ret (2) | 5 (7)    | Ret (3)  | 12 (12) | 5 (9) | 3 (6)    | Ret (14) | 3 (5)   | Ret (11) | 1 (PP) | 29       | 4位        |
| 1976 | 6   | ニルソン       |          | Ret (25) | Ret (8) | 3 (7)   | Ret (22) | Ret (3) | Ret (6) | Ret (12) | Ret (14) | 5 (16)  | 3 (4) | Ret (13) | 13 (12)  | 12 (15) | Ret (20) | 6 (16) | 29       | 4位        |

- 太字はポールポジション (PP) 、斜字はファステストラップ、DNQ は予選不通過（ key ）、括弧 () 内は予選順位。

- コンストラクターズランキング4位。
- ドライバーズランキング6位（マリオ・アンドレッティ）1勝 1PP 1FL 22ポイント（第2、第3戦はパーネリより出走、第6戦は欠場）。
- ドライバーズランキング10位（グンナー・ニルソン）予選最高位3位1回 決勝最高位3位2回 11ポイント。
- ロニー・ピーターソンは第2戦よりマーチへ移籍。
- ボブ・エバンスは第9戦に RAM より出走。